# NWA Canadian Heavyweight Championship (Toronto version)
L'NWA Canadian Heavyweight Championship (Toronto version) è stato il titolo titolo principale della federazione Maple Leaf Wrestling, territorio della National Wrestling Alliance (NWA) attivo nella zona di Toronto.
Il titolo fu attivo dal 1978, anno in cui la NWA iniziò a riconoscere un titolo canadese, al 1984, quando la federazione chiuse.

## Storia
In Canada era promosso un generico Candian Heavyweight Championship fin dall'inizio del secolo, ma non essendo presente un organo a gestirlo questo è sempre stato considerato non ufficiale e diede vita a diverse ramificazioni regionali. 
La National Wrestling Alliance decise di riconoscere un titolo massimo solo a partire dal 1978, quando iniziò ad essere promosso dal territorio della Maple Leaf Wrestling, che lo assegnò a Dino Bravo, vincitore di un torneo. La storia del titolo terminò il 15 luglio 1984, quando la Maple Leaf Wrestling fu acquistata e assorbita dalla World Wrestling Federation.

## Albo d'oro
| Legenda  |                                                                               |
| -------- | ----------------------------------------------------------------------------- |
| #        | Indica il numero del regno titolato                                           |
| Regno    | Viene indicato il numero del regno del campione                               |
| Data     | La data in cui il titolo è stato vinto                                        |
| Località | Indica il luogo in cui il titolo è stato vinto                                |
| Note     | Indica notizie particolari riguardanti i cambi di titolo o altre informazioni |

| #  | Campione           | Regno | Data              | Giorni | Località         | Evento     | Note | Fonti |
| -- | ------------------ | ----- | ----------------- | ------ | ---------------- | ---------- | --- | ----- |
| 1  | Dino Bravo         | 1     | 17 dicembre 1978  | 113    | Toronto, Ontario | House show | In un torneo per decretare il campione inaugurale, sconfiggendo in finale Gene Kiniski. |       |
| 2  | Greg Valentine     | 1     | 8 marzo 1979      | 56     | Toronto, Ontario | House show | |       |
| 3  | Dino Bravo         | 2     | 3 giugno 1979     | 98     | Toronto, Ontario | House show | |       |
| —  | Vacante            | —     | 2 settembre 1979  | —      | —                | —          | Il titolo fu reso vacante quando Bravo lasciò la Maple Leaf Wrestling. |       |
| 4  | Dewey Robertson    | 1     | 9 settembre 1979  | 260    | Toronto, Ontario | House show | In un torneo per riassegnare il titolo vacante, sconfiggendo Greg Valentine in finale. |       |
| 5  | Great Hossein Arab | 1     | 25 maggio 1980    | 56     | Toronto, Ontario | House show | |       |
| 6  | Angelo Mosca       | 1     | 20 luglio 1980    | 21     | Toronto, Ontario | House show | |       |
| 7  | Great Hossein Arab | 2     | 10 agosto 1980    | 140    | Toronto, Ontario | House show | |       |
| 8  | Angelo Mosca       | 2     | 28 dicembre 1980  | 197    | Toronto, Ontario | House show | |       |
| 9  | Mr. Fuji           | 1     | 12 luglio 1981    | 14     | Toronto, Ontario | House show | | [ 2 ] |
| 10 | Angelo Mosca       | 3     | 26 luglio 1981    | 56     | Toronto, Ontario | House show | |       |
| 11 | Big John Studd     | 1     | 20 settembre 1981 | 119    | Toronto, Ontario | House show | | [ 3 ] |
| 12 | Angelo Mosca       | 4     | 17 gennaio 1982   | 554    | Toronto, Ontario | House show | La All Star Wrestling iniziò a promuovere Silvano Sousa come vincitore di un incontro titolato (mai realmente avvenuto) contro Mosca, iniziando a riconoscere una sua versione del titolo. |       |
| 13 | Sgt. Slaughter     | 1     | 24 luglio 1983    | 182    | Toronto, Ontario | House show | |       |
| 14 | Angelo Mosca       | 5     | 22 gennaio 1984   | --     | Toronto, Ontario | House show | |       |
| —  | Vacante            | —     | marzo 1984        | —      | —                | —          | Il titolo fu reso vacante per motivi non noti. |       |
| 15 | Ivan Koloff        | 1     | 29 aprile 1984    | 42     | Toronto, Ontario | House show | In un torneo per riassegnare il titolo vacante, sconfiggendo Brian Adidas in finale. |       |
| 16 | Angelo Mosca Jr.   | 1     | 10 giugno 1984    | --     | Toronto, Ontario | House show | | [ 4 ] |
| —  | Disattivato        | —     | luglio 1984       | —      | —                | —          | Il titolo fu disattivato quando la Maple Leaf Wrestling fu acquistata dalla World Wrestling Federation.                                                                                    |       |